# Muhammad Niaz-Din
Muhammad Niaz-Din (ur. 10 lipca 1940) – pakistański zapaśnik walczący w stylu wolnym. Olimpijczyk z Tokio 1964, gdzie odpadł w eliminacjach w kategorii 62 kg.
Brązowy medalista  mistrzostw świata w 1959. Triumfator igrzysk Imperium Brytyjskiego i Wspólnoty Brytyjskiej w 1962 roku.